# Sverigefinska språknämnden
Sverigefinska språknämnden var en språknämnd och myndighet som grundades 1975 och hade till uppgift att vårda och utveckla det finska språket i Sverige, sverigefinskan. Den 1 juli 2006 uppgick nämnden i Språkrådet, en avdelning inom den nya myndigheten Institutet för språk och folkminnen (SOFI).